# Robert A. Heinlein
Robert Anson Heinlein (Butler, 7 de julho de 1907 — Carmel, 8 de maio de 1988) foi um escritor de ficção científica norte-americano, engenheiro aeronáutico e oficial da marinha. Algumas vezes chamado de "reitor dos escritores de ficção cientifica", ele esteve entre os primeiros a ressaltar a precisão científica em sua ficção, e foi, portanto um pioneiro do subgênero da "ficção científica hard". Suas obras publicadas, ambas as de ficção e as de não ficção, expressam admiração por competência e enfatizam o valor do pensamento crítico. Seus enredos frequentemente incluíam situações provocativas que desafiavam as convenções sociais. Seu trabalho continua a ter uma influência no gênero de ficção científica e na cultura moderna de uma forma geral. 
Heinlein se tornou um dos primeiros americanos a invadir revistas mainstream como a The Saturday Evening Post no final da década de 40. Ele foi um dos romancistas de ficção científica mais vendidos por muitas décadas, e ele, junto de Isaac Asimov e Arthur C. Clarke são considerados os "três grandes" ("Big Three") dos autores de ficção científica de língua inglesa. Notáveis trabalhos de Heinlein incluem Um estranho numa terra estranha, Tropas Estelares (que ajudou a moldar os arquétipos de "Space Marine" ("Fuzileiro Espacial") e "Mechas" ("Armaduras Mecanizadas")) e The Moon is a Harsh Mistress (sem publicação no Brasil até o momento).
Seu trabalho às vezes continha aspectos controversos, como casamento plural em The Moon is a Harsh Mistress, militarismo em Tropas Estelares e personagens femininas competentes tecnologicamente, mas  muitas vezes estereotipadas como Friday.
Um escritor também de muitas histórias curtas de ficção científica, Heinlein foi de um grupo de escritores que chegou à proeminência debaixo do editorial (1937 - 1971) de John W. Campbell na revista Astounding Science Fiction, ainda que Heinlein tenha negado que Campbell influenciou sua escrita à qualquer grande nível.
Heinlein usava sua ficção científica como uma forma de explorar ideias política e socialmente provocativas e especular como o progresso na ciência e engenharia poderia forjar o futuro da política, da raça, religião e sexo. Dentro da estrutura de suas estórias de ficção científica, Heinlein repetidamente agregou certos temas sociais: a importância da liberdade individual e independência de cada um, a natureza das relações sexuais, as obrigações que os indivíduos deviam à suas sociedades, a influência da religião organizada na cultura e no governo e a tendência da sociedade de reprimir o pensamento não conformista.  Ele também especulou sobre a influência da viagem espacial nas práticas culturais humanas.
Heinlein foi nomeado o primeiro Grão-Mestre dos Escritores de Ficção Científica em 1974. Quatro de seus romances ganharam prêmios Hugo. Em adição, cinquenta anos após a publicação, sete de seus trabalhos foram premiados com “Retro Hugos” - prêmios concedidos retrospectivamente para trabalhos que foram publicados antes dos prêmios Hugo existirem. Na sua ficção, Heinlein cunhou termos que se tornaram parte da língua inglesa, incluindo grok, waldo e ficção especulativa, assim como popularizando termos existentes como “TANSTAAFL” (There is no such thing as free lunch) (Não existe essa coisa de almoço grátis), “pay it forward” (pagar adiantado) e “Space Marine” (Fuzileiro Espacial). Ele também antecipou o design mecânico de computador auxiliado com “Drafting Dan” e descreveu uma versão moderna de uma cama d'água em seu romance Beyond This Horizon.
Várias das obras de Heinlein foram adaptadas para filme e televisão.
Produziu 56 contos e 30 romances, ainda hoje seus livros vendem mais de 100 mil cópias por ano.

## Biografia

### Vida
Robert Heinlein nasceu em 7 de julho de 1907, filho de Rex Ivar Heinlein (um contador) e Bam Lyle Heinlein, em Butler, Missouri. Morou na infância em Kansas City, no mesmo estado.Ele era um americano-germânico; uma tradição de família dizia que os Heinleins lutaram em cada guerra americana, começando com a Guerra de Independência.
A sua observação das coisas e valores de seu tempo e lugar (segundo ele, "O Cinturão Bíblico") teve uma influência significativa no seu trabalho como escritor, conforme ele se baseou fortemente na sua infância para estabelecer a atmosfera e o cenário cultural em trabalhos como Time Enough for Love e To Sail Beyond the Sunset. A aparição do cometa Halley em 1910 inspirou o interesse do jovem Heinlein em astronomia para o resto da vida.
Foi criado como um batista, porém o próprio Heinlein, nas entrevistas, falava que era agnóstico.
A família não podia se dar ao luxo de mandar Heinlein para a faculdade, então ele procurou nomeação para uma academia militar. Quando Heinlein se formou na Central High School de Kansas City em 1924, ele foi inicialmente impedido de ir para a Academia Naval dos Estados Unidos em Annapolis porque seu irmão mais velho Rex era um estudante lá e regulamentações desencorajavam muitos membros de uma mesma família de servirem em uma Academia simultaneamente. Em vez disso ele se matriculou na faculdade comunitária do Kansas City e começou a vigorosamente fazer uma petição ao Senador do Missouri james A. Reed por uma nomeação à Academia Naval. Em parte devido à influência da máquina de Pendergast, a Academia Naval o admitiu em Junho de 1925; Reed depois contou à Heinlein que ele havia recebido 100 cartas de recomendação para nomeação à Academia Naval, 50 para outros candidatos e 50 para Heinlein.

#### Marinha
A sua experiência na Marinha Americana foi a segunda grande influência em sua obra. Heinlein graduou-se na Academia Naval dos Estados Unidos em 1929, e trabalhou como oficial. No mesmo ano, casou-se com Eleanor Curry, separando-se um ano depois. Casou-se em seguida com Leslyn Macdonald, e foram separados pela morte. Foi um ateu durante toda a sua carreira literária.
Ele ficou em quinto lugar academicamente mas com uma colocação de classe de 20º de 243 devido à deméritos disciplinares. A Marinha dos Estados unidos o comissionou como um alferes logo depois depois da formatura. Ele avançou ao posto de tentente júnior em 1931 enquanto servia a bordo do novo porta-aviões USS Lexingnton, onde ele trabalhou com comunicações de rádio - uma tecnologia até então em seus primeiros estágios. Tal qual o também escritor de ficção científica Arthur C. Clarke que também teve contato com a tecnologia em sua alvorada, este inclusive operando comunicações via rádio na Segunda Guerra Mundial. O Capitão desse porta-aviões, Ernest J. King, depois serviu como chefe de operações navais e comandante em chefe da frota americana durante a Segunda Guerra. Historiadores militares frequentemente entrevistaram Heinlein durante seus últimos anos e o perguntaram sobre o capitão King e seu serviço como o comandante do primeiro porta-aviões moderno da Marinha dos Estados Unidos.  Heinlein também serviu como oficial de artilharia abordo do Destroyer (Destróier, contratorpedeiro) USS Roper em 1933 e 1934, atingindo o posto de tenente. Seu irmão, Lawrence Heinlein serviu no Exército, na Força Aérea e na Guarda Nacional do Missouri, chegando até Major-General na Guarda Nacional.
Possuiu diversas mudanças sobre sua visão política durante toda a vida, apesar de ter sido sempre patriótico e apoiador das Forças Armadas Americanas. Foi defensor do liberal e libertário. 
Foi consultor do filme, vencedor do Oscar de efeitos especiais, Destination Moon (1950). Ele morreu dormindo de enfisema e insuficiência cardíaca em 8 de maio de 1988.
Seus livros venderam mais de 30 milhões de cópias nos Estados Unidos e mais de 100 milhões através do mundo. É o único autor que ganhou quatro prêmios Hugo de melhor romance de ficção científica, por Estrela oculta (1956), Tropas estelares (1959), Um estranho numa terra estranha (1961) e Revolta na Lua (1966). Foi o primeiro autor de ficção científica a figurar na lista de best-sellers do New York Times (com Um estranho numa terra estranha), isso se repetiu com seus últimos cinco livros.

#### Casamentos
Em 1929, Heinlein se casou com Elinor Curry de Kansas City. Entretanto, seu casamento durou apenas cerca de 1 ano. Seu segundo casamento em 1932 com Leslyn MacDonald (1904 - 1981) durou 15 anos. MacDonald era, de acordo com o testemunho de um amigo de Heinlein da Marinha, o Contra-almirante Cal Laning, “surpreendentemente inteligente, amplamente culta e extremamente liberal, ainda que uma republicana registrada” enquanto Isaac Asimov depois recordou que Heinlein era, na época, “um liberal inflamado”. (Ver seção: Política de Robert Heinlein.)
Num estaleiro naval na Filadélfia Heinlein conheceu e fez amizade com uma engenheira química chamada Virginia “Ginny” Gerstenfield. Depois da guerra, o noivado dela tendo caído, ela entrou na UCLA (Universidade da Califórnia em Los Angeles) para estudos de doutorado em química e enquanto estava lá se reconectou com Heinlein. Conforme o alcoolismo de sua segunda esposa gradualmente foi saindo de controle, Heinlein saiu e o casal pediu o divórcio. A amizade de Heinlein com Virginia se transformou em um relacionamento e em 21 de outubro de 1948—logo depois que o decreto nisi saiu— eles se casaram na cidade de Raton, Novo México, bem depois de fazerem uma limpeza no distrito de Broadmoor do Colorado Springs em uma casa que Heinlein e sua esposa (ambos engenheiros) desenharam. Como a área era recém-desenvolvida, lhes foi permitido escolher seu próprio número de casa, 1776 Mesa Avenue. O design da casa estava presente no Popular Mechanics. Eles permaneceram casados até a morte de Heinlein. Em 1965, após vários problemas crônicos de saúde de Virgínia foram traçados até um “mal da montanha”, eles se mudaram para Santa Cruz, California, que ficava ao nível do mar. Robert e Virginia desenharam e construíram uma nova residência, circular em forma, na vila adjacente de Bonny Doon.
Robert e Virginia em Tahiti, 1980.
Ginny, sem dúvida, serviu como modelo para muitas de suas personagens femininas inteligentes e ferozmente independentes. Ela era uma química e engenheira de teste de foguetes e tinha consigo um posto mais alto dentro da Marinha do que o próprio Heinlein. Ela também era uma atleta realizada na faculdade, ganhando quatro cartas. De 1953-1954, os Heinleins viajaram ao redor do mundo (principalmente por meio de transatlânticos e navios cargueiros-passageiros, já que Ginny detestava voar), coisa que Heinlein descreveu em Tramp Royale e que também forneceu material de fundo para romances de ficção científica que se passam dentro de naves espaciais em longas viagens, tais quais Podkayne of Mars, Friday e Job: A Comedy of Justice, esse último se passando inicialmente em um cruzeiro tão detalhado quanto em Tramp Royale. Ginny agiu como a primeira leitora de seus manuscritos. Isaac Asimov acreditava que Heinlein havia feito um pulo para a direita política ao mesmo tempo que casou com Ginny

#### California
Em 1934, Heinlein foi dispensado da Marinha, devido à tuberculose pulmonar. During uma prolongada hospitalização e inspirado pela sua própria experiência enquanto acamado ele desenvolveu um design para uma cama d'água.
Depois da dispensa, Heinlein foi à algumas semanas de turmas de graduação em matemática e física na UCLA, mas logo saiu, ou por causa de sua saúde já debilitada ou pelo desejo de entrar para a política.
Heinlein se sustentou em várias ocupações, incluindo vendas de imóveis e mineração de prata, mas por alguns anos o dinheiro estava curto. Heinlein foi ativo no Upton Sinclair's socialist End Poverty in California movement (EPIC) (Movimento para acabar com a pobreza na California de Upton Sinclair) no início dos anos 30. Ele era vice editor de notícias da EPIC, da qual Heinlein fez nota que “cassou um prefeito, expulsou um promotor e substitui o governo por um de escolha nossa”. Quando Sinclair ganhou a nomeação democrática para governador da California em 1934, Heinlein trabalhou ativamente na campanha. O próprio Heinlein concorreu para a Assembleia do Estado da California em 1938 mas sem sucesso. Heinlein estava concorrendo como um democrata de esquerda em um distrito conservador e ele nunca passou da primeira fase.

## Autor
Ainda que não desamparado após a campanha—ele tinha uma pequena pensão por invalidez da Marinha— Heinlein se voltou à escrita para pagar sua hipoteca. Sua primeira história publicada, “Life-Line”, foi impressa na edição de agosto de 1939 da Astounding Science Fiction. Originalmente escrita para um concurso, ele vendeu para a Astounding por uma quantia significativamente maior do que o prêmio de 1º colocado do concurso. Outro de história do futuro, “Misfit”, se seguiu em novembro. Alguns viram o talento de Heinlein e estrelato desde sua primeira estória e ele foi rapidamente reconhecido como um líder do novo movimento frente à ficção científica “social”. Na California ele foi hóspede da Mañana Literary Society, uma série de encontros informais de novos autores. Ele foi o convidado de honra na Denvention, a Worldcon de 1941, sediada em Denver. Durante a 2ª Guerra Mundial, Heinlein foi empregado pela marinha como um engenheiro aeronáutico civil no Centro de Materiais de aeronaves da Marinha Na Philadelphia Naval Shipyard na Pennsylvania. Heinlein recrutou Isaac Asimov e L. Sprague de Camp para trabalharem lá também. Enquanto na Philadelphia Naval Shipyard, Asimov, Heinlein e de Camp fizeram brainstorms de chegadas não convencionais de ataques kamikazes tais quais usando o som para detectar naves se aproximando.
Conforme a guerra ia chegando ao fim em 1945, Heinlein começou a reavaliar sua carreira. Os bombardeios atômicos de Hiroshima e Nagasaki, junto com o estouro da Guerra Fria, o galvanizaram a escrever não ficção em tópicos políticos. Em adição, ele queria entrar em mercados que pagassem melhor. Ele publicou quatro contos influentes para a revista Saturday Evening Post, começando com “The Green Hills of Earth” em fevereiro de 1947. Isso o tornou o primeiro escritor de ficção científica a sair do “gueto do pulp”. Em 1950, o filme Destination Moon (A conquista da Lua)—filme estilo documentário pelo qual ele havia escrito a estória e o cenário, coescrito o roteiro e inventado vários dos efeitos—ganhou um Academy Award de melhores efeitos especiais. Além disso, ele embarcou em uma serie de estórias juvenis para editora Charles Scribner's Sons que foi de 1947 à 1959, com o ritmo de um livro a cada outono, a tempo dos presentes de Natal para adolescentes. Ele também escreveu para a Boy's Life em 1952.
Heinlein usou material de tópico ao longo de sua série juvenil começando em 1947, mas em 1958 ele interrompeu o trabalho em The Heretic (o título na época do que viria a ser “Um estranho numa terra estranha”) para escrever e publicar um livro explorando ideias de virtude cívica, inicialmente serializado como Tropas Estelares. Em 1959, seu romance (então entitulado Tropas Estelares) foi considerado pelos editores e proprietários da Scribner's Sons muito controverso para uma de suas linhas de prestígio e acabou por ser rejeitado. Heinlein encontrou outra editora (Putnam), se sentindo libertado das amarras de escrever estórias para crianças. Ele havia contado à um entrevistador que ele não queria fazer estórias que meramente caíssem para as categorias definidas por outras obras. Em vez disso, queria fazer seu próprio trabalho, declarando que: “Eu quero fazer a minha própria obra, do meu próprio jeito.” Ele iria além para escrever uma série de livros desafiadores que redesenhassem os limites da ficção científica, incluindo Um estranho numa terra estranha (1961) e The Moon is a Harsh Mistress (1966).

### Final de vida e morte
Começando em 1970, Heinlein teve uma série de crises de saúde, atingido por períodos extenuantes no seu hobby de ser pedreiro: em correspondência particular ele se referiu à isso como a sua “ocupação favorita e usual no meio dos livros”. A década começou com ataques de peritonite com risco de vida, uma recuperação que custou mais do que dois anos e um tratamento que exigiu múltiplas transfusões do tipo sanguíneo raro de Heinlein, o A2 negativo. Assim que ficou bom para escrever de novo, ele começou a trabalhar em Time Enough for Love (1973), que trouxe vários dos temas encontrados mais tarde em sua ficção.
Em meados de 1970, Heinlein escreveu dois artigos para a Britannica Compton Yearbook. Ele e Ginny cruzaram o país ajudando a organizar doações de sangue nos Estados Unidos em um esforço para auxiliar o sistema que havia salvado sua vida. Em convenções de ficção científica, para receber seu autógrafo, os fãs eram pedidos a co-assinar com Heinlein um formulário de promessa lindamente embelezado que ele forneceu afirmando que o destinatário concorda em doar sangue. Ele foi o convidado de honra na Worldcon em 1976 pela terceira vez na MidAmeriCon no Kansas City, Missouri. Naquela WorldCon, Heinlein organizou uma coleta de sangue e recepção de doadores para agradecer a todos aqueles que ajudaram a salvar vidas.
Começando em 1977 e incluindo um episódio enquanto estava de férias em Tahiti no início de 1978, ele teve episódios de disfunção neurológica reversível devido à ataques isquêmicos transitórios. Pelos próximos meses, ele ficava cada vez mais exausto e sua saúde começou de novo a decair. O problema foi diagnosticado como uma artéria carótida bloqueada e ele fez uma das primeiras cirurgias de carótida conhecidas. Heinlein e Virginia haviam sido fumantes e fumar aparece bastante em sua ficção, assim como cigarros que acendiam sozinhos fictícios.
Em 1980, Robert A. Heinlein era um membro do Citizens Advisory Council on National Space Policy (Conselho Consultivo de Cidadãos sobre Política Espacial Nacional), encabeçado por Jerry Pournelle, que se conheceram na casa do escritor de sci-fi Larry Niven para escrever trabalhos de política espacial para a vindoura administração Reagan. Membros incluíam líderes da indústria aeroespacial tal qual o ex-astronauta Buzz Aldrin, General Daniel O. Graham, engenheiro aeroespacial Max Hunter e o vice-presidente do North American Rockwell for Space Shuttle development George Merrick. Recomendações políticas do conselho incluíam conceitos de mísseis balísticos de defesa que foram mais tarde transformados no que seria chamado de Iniciativa de defesa estratégica (em inglês Strategic Defense Initiative, SDI). Heinlein ajudou com contribuição do Conselho para o discurso de SDI de Reagan de 1983.
Solicitado a comparecer perante um Comitê Conjunto do Congresso dos Estados Unidos naquele ano, ele depôs sobre sua crença de que os desdobramentos da tecnologia espacial estavam beneficiando os enfermos e os idosos. O tratamento cirúrgico de Heinlein o re-energizou e ele escreveu cinco romances de 1980 até sua morte durante o sono decorrente de enfisema e falha do coração em 8 de maio de 1988.
Naquela época ele estava reunindo as primeiras anotações para outro romance de “mundo como mito”. Muitos de seus outros trabalhos têm sido publicados postumamente. Baseado em um esboço e anotações criados por Heinlein em 1955, Spider Robinson escreveu o romance Variable Star. A obra de não ficção de Heinlein publicada de forma póstuma inclui uma seleção de correspondências e notas editadas em uma espécie de exame autobiográfico de sua carreira, publicado em 1989 sob o título de Grumbles from the Grave por sua esposa, Virginia; seu livro sobre política prática escrito em 1946 publicado como Take Back your government e um diário de viagem de seu primeiro tour ao redor do mundo em 1954, Tramp Royale. Os livros Podkayne e Red Planet, que foram editados contra sua vontade na publicação original, têm sido reeditados em versões restauradas. Um estranho numa terra estranha foi originalmente publicado em uma forma mais curta, mas ambas as versões longa e a curta estão agora simultaneamente disponíveis na forma impressa.
O arquivo de Heinlein está abrigado no Departamento de Coleções Especiais da Livraria McHenry na Universidade da Califórnia em Santa Cruz. A coleção inclui rascunhos manuscritos, correspondências, fotos e artefatos. Uma parte significativa do arquivo foi digitalizado e está disponível online através do Robert A. e Virginia Heinlein Archives.

## Obras (Parcial)
Apenas as traduzidas para o português. O ano se refere à data de publicação original. 
- A companhia dos mágicos (Magic, Inc., 1940)
- Brasil: O dia depois de amanhã / Portugal: A sexta coluna (Sixth Column ou The Day After Tomorrow, 1941)
- Waldo (1942)
- Nave Galileu (Rocket Ship Galileo, 1947)
- O planeta vermelho (Red Planet, 1949)
- Gulf (1949)
- Entre planetas (Between Planets, 1951)
- Os manipuladores (The Puppet Masters, 1951)
- Um negócio de família (The Rolling Stones ou Tramp Space Ship, 1952)
- O monstro do espaço (The Star Beast ou Star Lummox, 1954)
- Estrela oculta (Double Star, 1955)
- Um túnel no céu (Tunnel in the Sky, 1955)
- O tempo das estrelas (Time for the Stars, 1956)
- Brasil: Escala no Tempo / Portugal: A porta para o verão (The Door Into Summer, 1957)
- Cidadão da Galáxia (Citizen of the Galaxy, 1957)
- Brasil: Viajantes do espaço / Portugal: Equipagem espacial (Have Spacesuit - Will Travel, 1958)
- A ameaça da Terra (The Menace from Earth, 1959)
- Tropas estelares (Starship Troopers ou Starship Soldier, 1959)
- Um estranho numa terra estranha (Stranger in a Strange Land, 1961)
- A rapariga de Marte (Podkayne of Mars, 1962)
- O mundo que nos espera (Farnham's Freehold, 1964)
- Estrada da glória (Glory Road, 1964 – Prémio Hugo)
- Revolta na Lua (The Moon is a Harsh Mistress, 1967 – Prémio Hugo)
- Não temerei nenhum mal (I Will Fear No Evil, 1970)
- O número do monstro (The Number of the Beast, 1979)
- Friday (1982)
- O gato que atravessa paredes (The Cat Who Walks Through Walls: A Comedy of Manners, 1985)

### SérieHistória do Futuro
- Os filhos de Matusalém (Methuselah's Children, 1941)
- O homem que vendeu a Lua (The Man Who Sold The Moon, 1950)
- Revolta em 2100 (Revolt in 2100, 1953)
- Amor sem limites: As Vidas de Lazarus Long/A história do futuro (Time Enough for Love: The Lives of Lazarus Long, 1973)

### Ensaio
- «Sobre a escrita de ficção especulativa». Nota do Tradutor. 1 (24). Traduzido por Luis Felipe Dias Ribeiro; Mateus Vitor da Silva. Junho de 2022. pp. 132–138. ISSN 2177-5141